# 谷幸則
谷 幸則（たに ゆきのり、1967年11月21日 - ）は、日本の化学者・生物学者（環境微生物学・環境化学・陸水学）。学位は、博士（理学）（東京大学・1996年）。静岡県立大学食品栄養科学部環境生命科学科（環境微生物学研究室）教授・食品栄養環境科学研究院教授（兼務）。
静岡県立大学大学院生活健康科学研究科助手、静岡県立大学環境科学研究所助教、静岡県立大学環境科学研究所准教授などを歴任した。

## 来歴

### 生い立ち
1967年生まれ。北海道大学に進学し、理学部の化学科にて化学を学んだ。1991年に北海道大学を卒業すると、東京大学の大学院に進学した。理学系研究科の化学専攻にて化学を学び、1996年に博士課程を修了した。それにともない、博士（理学）の学位を取得した。

### 研究者として
大学院修了後、静岡県立大学に採用され、大学院の生活健康科学研究科にて助手に就任した。また、静岡県立大学の環境科学研究所の助手も兼務し、環境物質科学専攻の講義を担当した。学校教育法の一部改正にともない、2007年より静岡県立大学の環境科学研究所の助教となった。また、静岡県立大学の大学院にて、生活健康科学研究科の助教を兼務し、環境物質科学専攻の講義を担当した。2012年、生活健康科学研究科が薬学研究科と統合され2研究院1学府に再編されると、新設された食品栄養環境科学研究院の職も引き続き兼務した。
現在は、静岡県立大学の環境科学研究所にて准教授を務めている。また、静岡県立大学の大学院においては、食品栄養環境科学研究院の准教授を兼務しており、薬食生命科学総合学府の環境科学専攻の講義を担当する。

## 研究
北海道大学理学部の化学科を経て、東京大学大学院理学系研究科の化学専攻に進学したことからもわかるように、専門は化学である。しかし、環境微生物学、環境化学、陸水学といった分野の研究を手掛けており、化学だけでなく生物学や環境学にも関連の深い研究に携わっている。自身の専門分野について、谷は「研究室名は、環境微生物学ですが、基本的に私のバックグラウンドは化学です。環境中の化学物質の循環はもはや微生物なしでは語れません（たとえ、微生物と全く関係ないように思われる金属や無機元素なども環境中では微生物活動と深く結びついていることがわかってきています。）微生物と化学物質の循環、微生物と人間活動の関わりを研究していきたい」と語っている。
湖沼の堆積物コアを分析することで、かつての環境の状態を解読する研究に取り組んでおり、今までにバイカル湖、フブスグル湖、浜名湖、中海などの古環境の調査、解読を手掛けている。また、富栄養化が進行した汽水湖において、植物プランクトンや生態系への影響についての研究を行っており、今までに佐鳴湖や宍道湖などの調査を手掛けている。浜松市などがヤマトシジミを通じて佐鳴湖の水質改善を目指している「シジミプロジェクト」においても、委員として参画している。そのほか、マンガン酸化菌などの微生物と微量元素類との相互作用についても研究している。
学会としては、日本水環境学会、日本陸水学会、日本地球化学会、日本水処理生物学会、日本生物工学会、日本分析化学会、日本化学会、日本イオン交換学会などに所属している。

## 略歴
- 1967年 - 誕生。
- 1991年 - 北海道大学理学部卒業。
- 1996年 - 東京大学大学院理学系研究科博士課程修了。
- 1996年 - 静岡県立大学大学院生活健康科学研究科助手。
- 1996年 - 静岡県立大学大学院環境科学研究所助手。
- 2007年 - 静岡県立大学環境科学研究所助教。
- 2007年 - 静岡県立大学大学院生活健康科学研究科助教。
- 2008年 – 静岡県立大学環境科学研究所准教授[12]
- 2017年 – 静岡県立大学食品栄養科学部教授[12]

## 著作

### 分担執筆
- 梅澤喜夫・澤田嗣郎・中村洋監修『最新の分離・精製・検出法――原理から応用まで』エヌ・ティー・エス、1997年。ISBN 490083016X
- 岩澤康裕ほか監修『界面ハンドブック』エヌ・ティー・エス、2001年。ISBN 4900830879
- Long continental records from Lake Baikal, Kenji Kashiwaya (ed.), Springer-Verlag, 2003. ISBN 4431006435
- 梅澤喜・澤田嗣郎・寺部茂監修『先端の分析法――理工学からナノ・バイオまで』エヌ・ティー・エス、2004年。ISBN 4860430670
- 吉田和哉名誉監修、植田充美・池道彦監修『メタルバイオテクノロジーによる環境保全と資源回収――新元素戦略の新しいキーテクノロジー』シーエムシー出版、2009年。ISBN 9784781301174
- Handbook of metal biotechnology -- applications for environmental conservation and sustainability, Michihiko Ike, Mitsuo Yamashita and Satoshi Soda (ed.), Pan Stanford, 2012. ISBN 9789814267984

## 関連人物
- 梅澤喜夫
- 相馬光之
- 寺部茂
- 内藤博敬